# Rodzaj miłości
Rodzaj miłości (ang. A Kind of Loving) – brytyjski czarno-biały melodramat z 1962 roku w reżyserii Johna Schlesingera, będący jego pełnometrażowym debiutem. Adaptacja powieści pod tym samym tytułem z 1960 roku autorstwa Stana Barstowa. Film zaliczany jest do sztandarowych dzieł kina młodych gniewnych.

## Fabuła
Młody kreślarz z Manchesteru, Vic, wdaje się w romans ze stenotypistką Ingrid. Dziewczyna zakochuje się w nim, ale bez wzajemności - Vic odczuwa do niej jedynie pociąg seksualny. Pomimo nieodwzajemnianych uczuć, para decyduje się na małżeństwo ze względu na ciążę Ingrid. Młodzi ludzie próbują utrzymać swój związek pomimo wszystko i zamieszkują razem z matką dziewczyny.

## Obsada
- Alan Bates – Victor Arthur 'Vic' Brown
- Thora Hird – pani Rothwell
- June Ritchie – Ingrid Rothwell
- Bert Palmer – pan Geoffrey Brown
- Pat Keen – Christine Harris
- James Bolam – Jeff
- Jack Smethurst – Conroy
- Gwen Nelson – pani Brown
- John Ronane – kreślarz
- David Mahlowe – David Harris
- Patsy Rowlands – Dorothy
- Michael Deacon – Les
- Annette Robertson – Phoebe
- Fred Ferris – Althorpe
- Leonard Rossiter – Whymper
- Malcolm Patton – Jim Brown
- Harry Markham – kolejarz
- Peter Madden – archiwista

## Produkcja
Zdjęcia do filmu kręcono w Anglii na terenie następujących hrabstw:
- Cheshire (Bollington, Macclesfield);
- Lancashire (Blackburn, Burnley, Lytham St Anne’s, Preston);
- Londyn (Ealing);
- Wielki Manchester (Manchester, Beswick, Bolton, Kersal, Oldham, Radcliffe, Salford)[4][5].

## Nagrody i nominacje
Film zdobył główną nagrodę Złotego Niedźwiedzia na 12. MFF w Berlinie. Był również nominowany do nagrody BAFTA w czterech kategoriach (m.in. za najlepszy brytyjski film roku i główną rolę męską Alana Batesa), lecz w żadnej z nich nie otrzymał nagrody.